# غاري غرين (عازف قيثارة)
غاري غرين (بالإنجليزية: Gary Green)‏ هو عازف قيثارة بريطاني، ولد في 20 نوفمبر 1950 في Stroud Green ‏ في المملكة المتحدة.

## وصلات خارجية
- غاري غرين على موقع ميوزك برينز (الإنجليزية)
- غاري غرين على موقع ديسكوغز (الإنجليزية)